# Triumph 1500
Ne doit pas être confondu avec Triumph Spitfire 1500 ou Triumph Dolomite 1500.
Le Triumph 1500 est une petite automobile compacte britannique produite par Triumph de 1970 à 1976. D’abord à traction avant, elle devient à partir de 1973 la Triumph 1500TC à propulsion. À l’issue de sa période de production, en 1976, elle est remplacée dans la gamme par la Dolomite, en production depuis 1972, et dont la carrosserie est basée sur la sienne.

## 1500
La Triumph 1300 prévue pour prendre la suite de l’Herald ayant finalement cohabité avec elle, ce sont deux modèles que Triumph doit remplacer à la fin des années 1960. La caisse de la 1300 sera utilisée pour les deux nouveaux modèles, après un restylage de la face avant par le carrossier italien habituel de Triumph, Giovanni Michelotti, sous le nom de projet Ajax III. La version bas de gamme devient la Toledo, tandis que la version de gamme supérieure devient la Triumph 1500. 
Si le projet Ajax III, et la 1500 après lui, emploient la caisse de la 1300, le moteur utilisé est modifié, puisqu’il s’agit d’une version longue course du bloc Standard SC — conçu en 1953 pour la Standard Eight — dont la cylindrée est portée à 1 493 cm3. L’alimentation est gérée par un carburateur SU, permettant une puissance de 61 bhp. La transmission à traction avant est conservée, contrairement à la Toledo. La suspension à ressorts hélicoïdaux est indépendante à l’avant, mais à essieu rigide à l’arrière, ce qui constitue une régression par rapport à la suspension indépendante intégrale de la 1300. En effet, Spen King, directeur du bureau d'études de Triumph, juge que les avantages apportés par une suspension indépendante intégrale ne justifient pas le surcoût induit ; d’autant que la tenue de route ainsi obtenue, précise et légèrement sportive, correspond aux attentes de la clientèle.
Par rapport à la 1300, la carrosserie présente un nez redessiné, un coffre allongé et de capacité augmentée, des doubles phares avant et des feux arrière horizontaux ; elle sera reprise telle quelle en 1972 pour la Dolomite. Si la 1500 et la Toledo partagent la même caisse en blanc, les caisses destinées à la 1500 sont embouties à Coventry, alors que celles destinées à la Toledo le sont à Speke.
L’intérieur est également amélioré par rapport à la 1300, avec un nouveau dessin de la planche de bord, similaire à celui prévus pour le projet Innsbruck, faisant largement appel au bois. Les panneaux de porte, mais conserve les hauts de porte en bois. 
En 1972, la modification du carburateur et du collecteur d'admission permettent d’atteindre la puissance de 65 bhp. Les modèles produits après cette date se distinguent par un logo de capot argenté, celui de la version précédente étant noir.
La vitesse maximale est de 140 km/h, et l’accélération de 0 à 100 km/h est effectuée en 16,5 secondes.

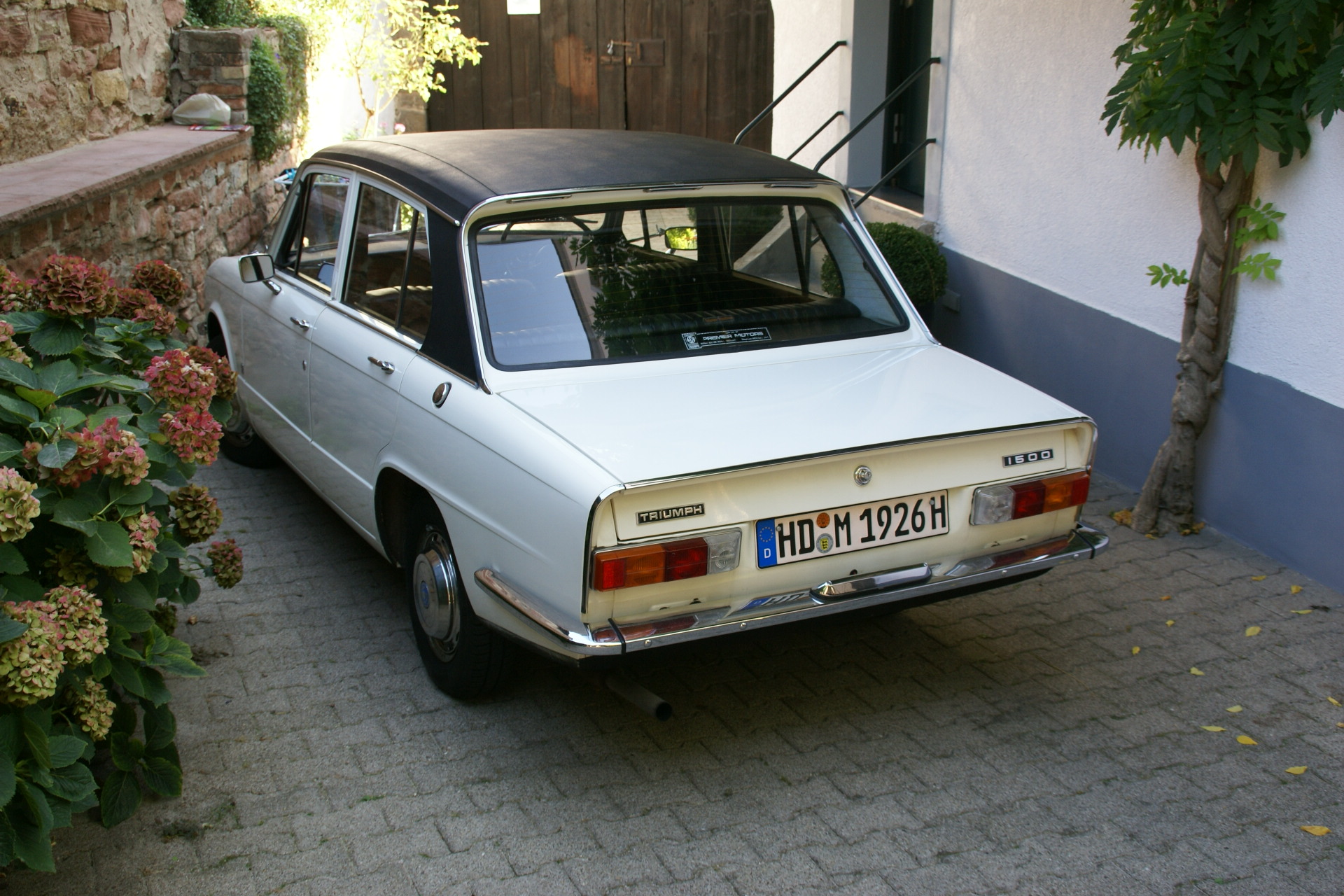
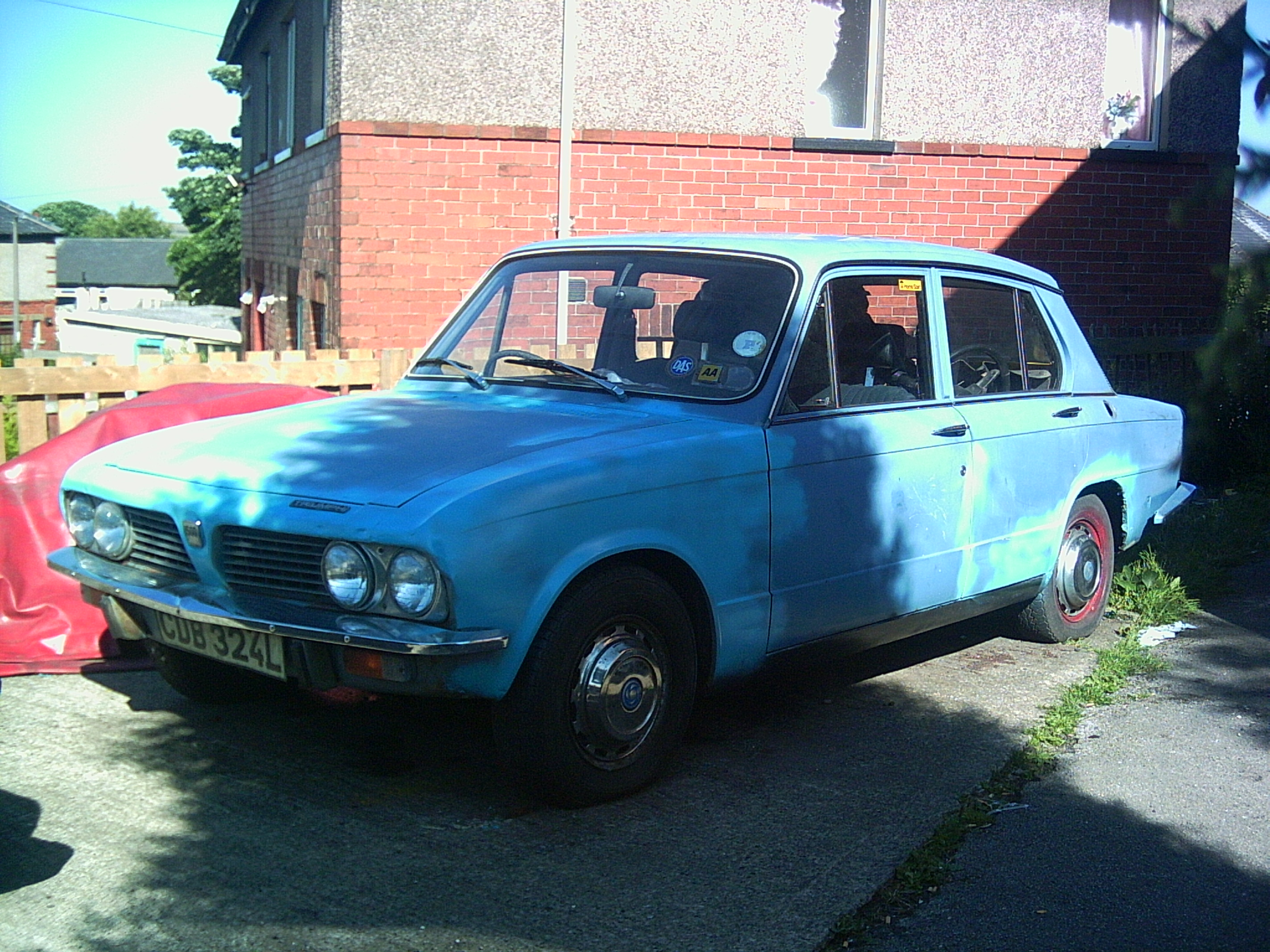
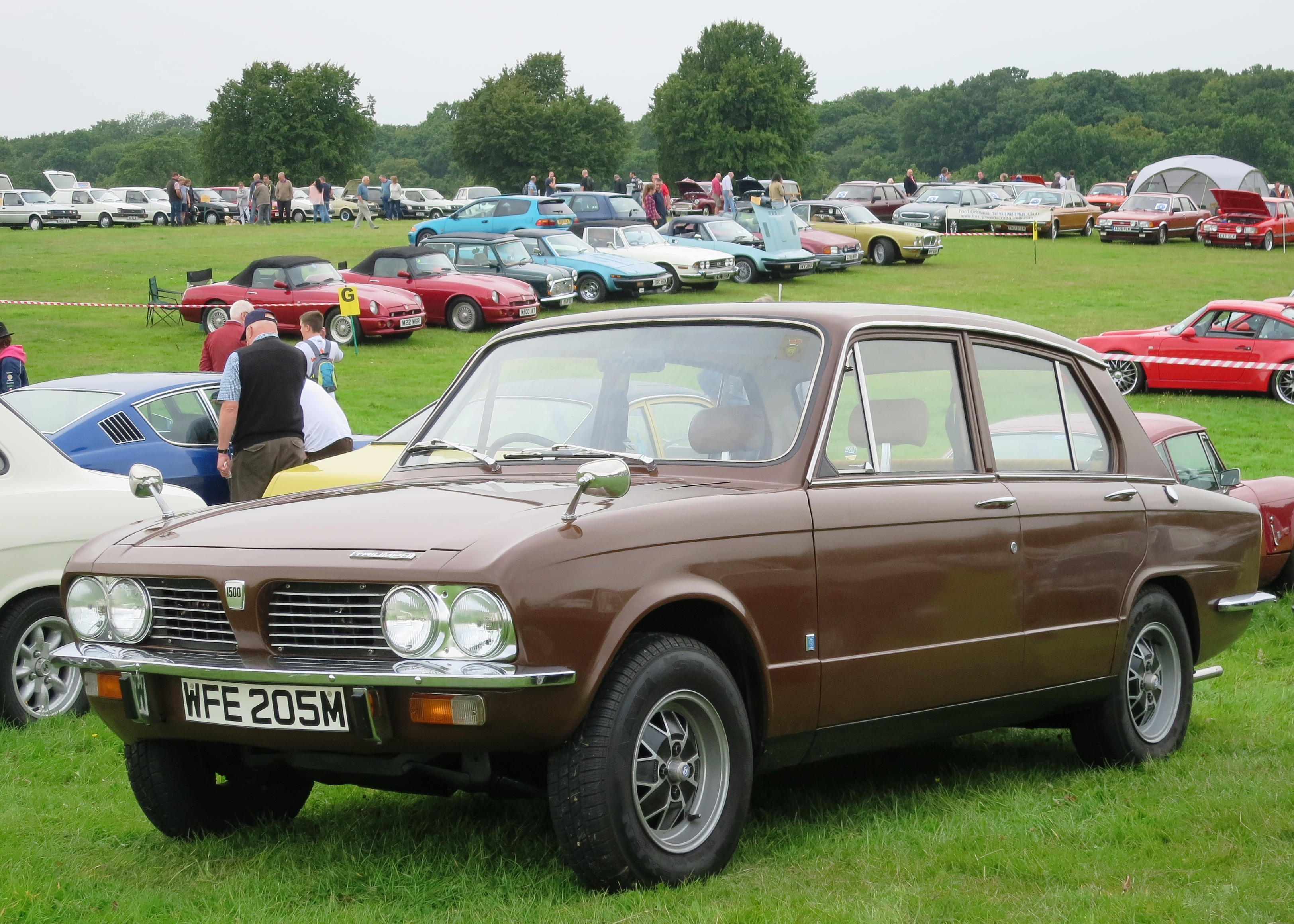

## 1500TC
En octobre 1973, la Triumph 1500 est remplacée par la 1500TC, pour Twin Carburettor (« double carburateur »). La carrosserie et l’intérieur sont inchangés, de même que le moteur, qui reçoit un second carburateur SU, portant sa puissance à 64 bhp à 5 000 tr/min. La plus grosse modification porte sur la transmission, puisque la traction avant est remplacée par le mécanisme de transmission aux roues arrière issu de la Dolomite, entrée en production l’année précédente. Si cela peut sembler une régression, à une époque où les standards industriels sont aux véhicules à traction avant, il s’agit pour British Leyland de protéger l’image de marque de sa filiale Triumph, celle d’un fabricant de voitures de bonne qualité à tendance sportive. Il s’agit également d’une mesure de rationalisation économique, puisque tout le reste de la gamme Triumph, en particulier les deux autres modèles partageant la plate-forme Ajax, sont des propulsions.
Extérieurement, la 1500TC se différencie par un badge de coffre «1500TC», ainsi que des cache-moyeux noirs sur les enjoliveurs. Un toit ouvrant est disponible en option.
La Triumph 1500TC est produite à 25 549 exemplaires de 1973 à 1976. Sa vitesse maximale s’élève à 148 km/h et l’accélération de 0 à 100 km/h est effectuée en 16,5 secondes.

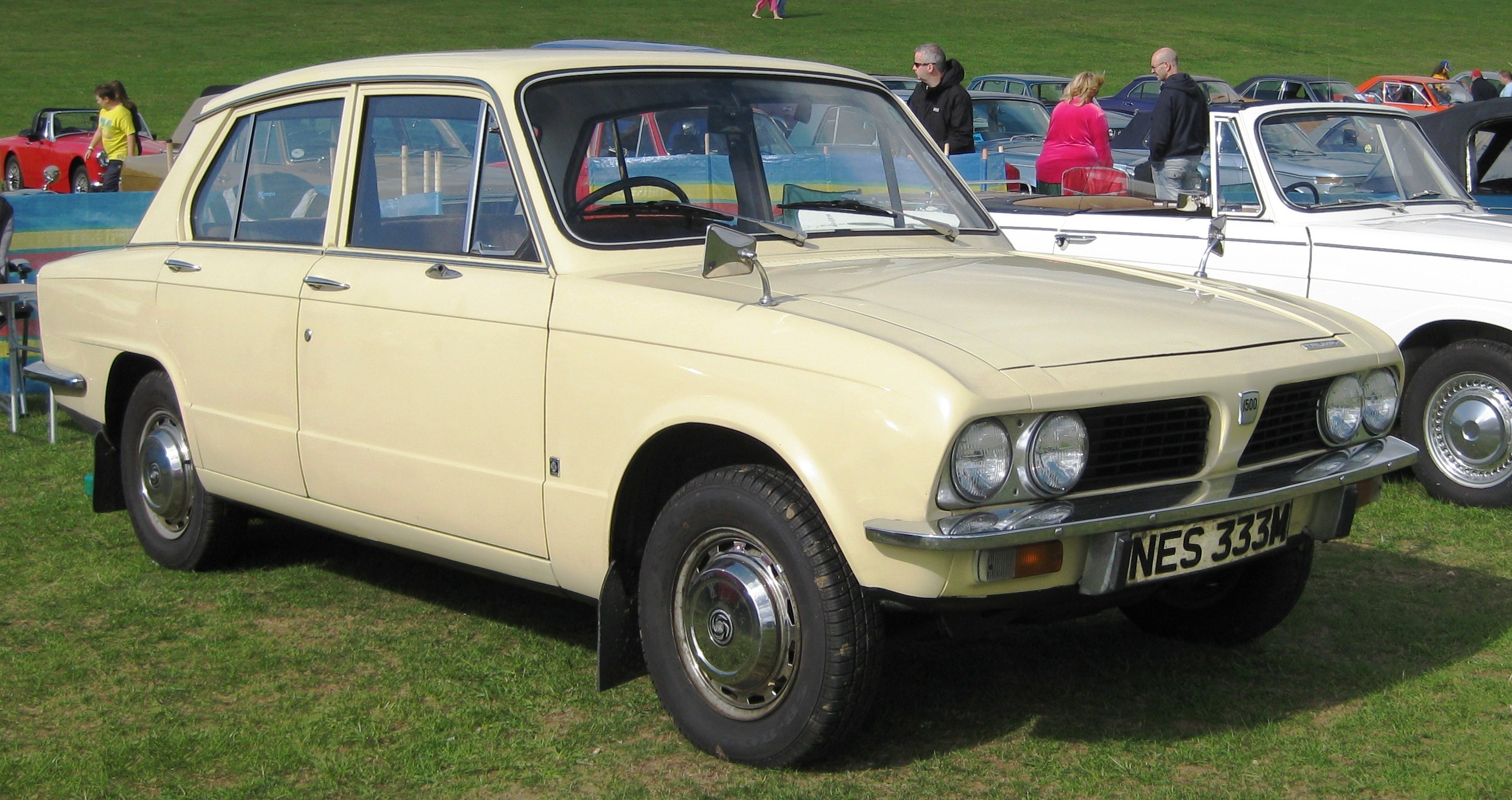
Triumph 1500TC (1973)
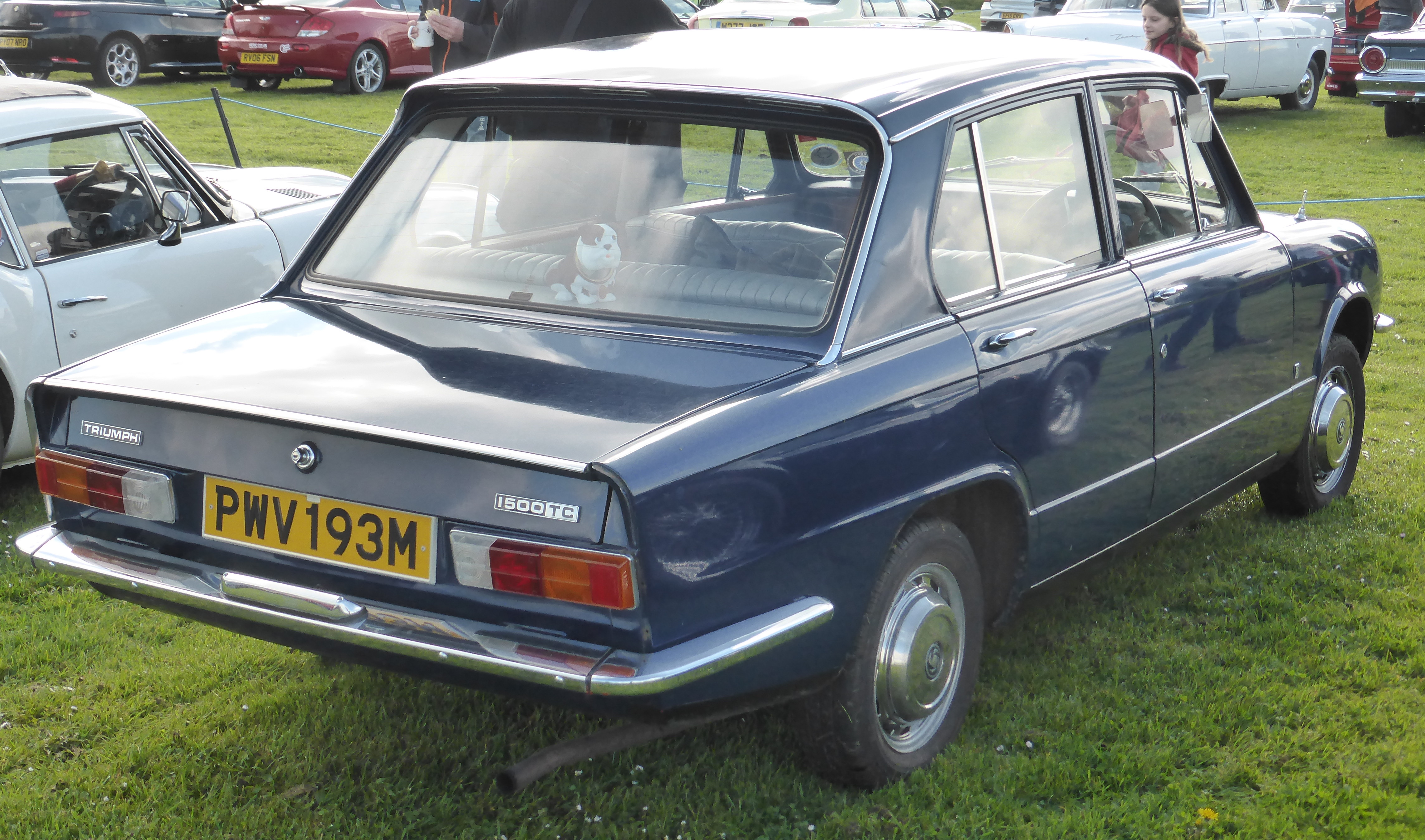
Triumph 1500TC (1974)

En 1975, il est décidé de rationaliser la gamme des berlines compactes Triumph, qui partagent toutes la base Ajax : tous les modèles reprennent le nom de la Dolomite. En 1976, la 1500TC est rebaptisée Dolomite 1500, dans une version qui reçoit la face avant de la Toledo, tandis que la version conservant la face à quatre phares devient la Dolomite 1500HL, pour High Luxury (« grand luxe »).

## Numéros de série
Les numéros de série des véhicules et des pièces destinées aux Triumph 1500 reçoivent les préfixes suivants :
| Modèle | Véhicule | Caisse | Moteur | Boîte de vitesses | Différentiel |
| ------ | -------- | ------ | ------ | ----------------- | ------------ |
| 1500   | WB       | WB     | WB     | WB                | ∅            |
| 1500TC | YC       | YB     | DS     | DG                | DM           |